# Campionato italiano Under-18 di rugby a 15
Il Campionato italiano Under-18 è il massimo campionato nazionale italiano di rugby a 15 giovanile.
Nato nel 1935 come torneo della gioventù fascista, nel dopoguerra divenne torneo delle squadre giovanili dei club maggiori, e fu destinato a classi d'età dalla Under-21 a scendere.
Dal 2014 è under-18, dal 2021 è under-19.

## Storia
Nato nella stagione sportiva 1935-36 come Campionato federale di I Divisione e vinto per la prima volta dal Comando federale dei FGC di Roma, dopo la guerra fu sostituito dal Trofeo Cicogna o Coppa Cicogna di categoria U-19, intitolata all'imprenditore Furio Cicogna; tra 2002 e 2005 fu disputato su due categorie, U-19 e U-21.
Dal 2013 è il campionato Under-18.

## Formato
Dalla stagione 2013-14 il campionato si struttura con quattro gironi d'Elite da 10 squadre divisi su base territoriale.
Alla fine della stagione regolare, le prime due di ogni girone vengono divise in ulteriori due giorni all'italiana da cui si eleggono le finaliste. La finale è disputata in gara unica su campo neutro.
Le ultime retrocedono e vengono sostituite dalle vincenti delle finali delle categorie regionali inferiori mentre le penultime giocheranno uno spareggio con le perdenti delle finali regionali.

## Albo d'oro
| Edizione | Edizione | Cat. | Vincitore      |
| -------- | -------- | ---- | -------------- |
| 1        | 1935-36  | U-21 | CF Roma        |
| 2        | 1936-37  | U-21 | CF Torino      |
| 3        | 1937-38  | U-21 | CF Milano      |
| 4        | 1938-39  | U-21 | CF Rovigo      |
| 5        | 1939-40  | U-21 | CF Torino      |
| 6        | 1941-42  | U-21 | CF L'Aquila    |
| 7        | 1942-43  | U-21 | CF Parma       |
| 8        | 1947-48  | U-19 | Stella Azzurra |
| 9        | 1948-49  | U-19 | Rugby Milano   |
| 10       | 1949-50  | U-19 | L’Aquila       |
| 11       | 1950-51  | U-19 | Treviso        |
| 12       | 1951-52  | U-19 | Amatori Milano |
| 13       | 1952-53  | U-19 | Amatori Milano |
| 14       | 1953-54  | U-19 | Amatori Milano |
| 15       | 1954-55  | U-19 | Parma          |
| 16       | 1955-56  | U-19 | Amatori Milano |
| 17       | 1956-57  | U-19 | A.S. Roma      |
| 18       | 1957-58  | U-19 | Partenope      |
| 19       | 1958-59  | U-19 | Rugby Roma     |
| 20       | 1959-60  | U-19 | L’Aquila       |
| 21       | 1960-61  | U-19 | Partenope      |
| 22       | 1961-62  | U-19 | Parma          |
| 23       | 1962-63  | U-19 | Partenope      |
| 24       | 1963-64  | U-19 | Partenope      |
| 25       | 1964-65  | U-19 | L’Aquila       |
| 26       | 1965-66  | U-19 | L’Aquila       |
| 27       | 1966-67  | U-19 | Parma          |
| 28       | 1967-68  | U-19 | Partenope      |
| 29       | 1968-69  | U-19 | Partenope      |
| 30       | 1969-70  | U-19 | Rovigo         |

| Edizione | Edizione  | Cat. | Vincitore  |
| -------- | --------- | ---- | ---------- |
| 31       | 1970-71   | U-19 | Petrarca   |
| 32       | 1971-72   | U-19 | L’Aquila   |
| 33       | 1972-73   | U-19 | Tarvisium  |
| 34       | 1973-74   | U-19 | Rugby Roma |
| 35       | 1974-75   | U-19 | Rovigo     |
| 36       | 1975-76   | U-19 | Tarvisium  |
| 37       | 1976-77   | U-19 | Treviso    |
| 38       | 1977-78   | U-19 | Petrarca   |
| 39       | 1978-79   | U-19 | L’Aquila   |
| 40       | 1979-80   | U-19 | Tarvisium  |
| 41       | 1980-81   | U-19 | L’Aquila   |
| 42       | 1981-82   | U-19 | Tarvisium  |
| 43       | 1982-83   | U-19 | Benetton   |
| 44       | 1983-84   | U-19 | Tarvisium  |
| 45       | 1984-85   | U-19 | Rovigo     |
| 46       | 1985-86   | U-19 | Rovigo     |
| 47       | 1986-87   | U-19 | Rovigo     |
| 48       | 1987-88   | U-19 | San Donà   |
| 49       | 1988-89   | U-19 | Rovigo     |
| 50       | 1989-90   | U-19 | Rovigo     |
| 51       | 1990-91   | U-19 | Benetton   |
| 52       | 1991-92   | U-19 | Rugby Roma |
| 53       | 1992-93   | U-19 | Rugby Roma |
| 54       | 1993-94   | U-19 | Petrarca   |
| 55       | 1994-95   | U-20 | L’Aquila   |
| 56       | 1995-96   | U-20 | Petrarca   |
| 57       | 1996-97   | U-20 | L’Aquila   |
| 58       | 1997-98   | U-20 | Benetton   |
| 59       | 1998-99   | U-20 | Rovigo     |
| 60       | 1999-2000 | U-21 | Benetton   |

| Edizione | Edizione | Cat. | Vincitore     |
| -------- | -------- | ---- | ------------- |
| 61       | 2000-01  | U-21 | Petrarca      |
| 62       | 2001-02  | U-21 | Benetton      |
| 63       | 2002-03  | U-19 | Capitolina    |
| 63       | 2002-03  | U-21 | Petrarca      |
| 64       | 2003-04  | U-19 | Benetton      |
| 64       | 2003-04  | U-21 | Rovigo        |
| 65       | 2004-05  | U-19 | Benetton      |
| 65       | 2004-05  | U-21 | Calvisano     |
| 66       | 2005-06  | U-19 | Benetton      |
| 67       | 2006-07  | U-19 | Benevento     |
| 68       | 2007-08  | U-19 | Capitolina    |
| 69       | 2008-09  | U-19 | Petrarca      |
| 70       | 2009-10  | U-18 | Tarvisium     |
| 70       | 2009-10  | U-20 | Petrarca      |
| 71       | 2010-11  | U-20 | Crociati      |
| 72       | 2011-12  | U-20 | Amatori Parma |
| 73       | 2012-13  | U-20 | Viadana       |
| 74       | 2013-14  | U-18 | Benetton      |
| 75       | 2014-15  | U-18 | Mogliano      |
| 76       | 2015-16  | U-18 | Rovigo        |
| 77       | 2016-17  | U-18 | Petrarca      |
| 78       | 2017-18  | U-18 | Valsugana     |
| 79       | 2018-19  | U-18 | Petrarca      |
| 80       | 2019-20  | U-18 | N.D.          |
| 81       | 2021-22  | U-19 | Colorno       |
| 82       | 2022-23  | U-19 | Colorno       |
| 83       | 2023-24  | U-18 | Benetton      |

## Vittorie per club
| Vittorie | Club           | Edizioni |
| -------- | -------------- | --- |
| 12       | Benetton       | 1950-51, 1976-77, 1982-83, 1990-91, 1997-98, 1999-2000, 2001-02, 2003-04, 2004-05, 2005-06 2013-14, 2023-24 |
| 10       | Rovigo         | 1969-70, 1974-75, 1984-85, 1985-86, 1986-87, 1988-89, 1989-90, 1998-99, 2003-04, 2015-16                    |
| 10       | Petrarca       | 1969-70, 1977-78, 1993-94, 1995-96, 2000-01, 2002-03, 2007-08, 2008-09, 2016-17, 2018-19                    |
| 9        | L’Aquila       | 1949-50, 1959-60, 1964-65, 1965-66, 1971-72, 1978-79, 1980-81, 1994-95, 1995-97                             |
| 6        | Partenope      | 1957-58, 1960-61, 1962-63, 1963-64, 1967-68, 1968-69                                                        |
| 5        | Tarvisium      | 1972-73, 1975-76, 1979-80, 1981-82, 1983-84                                                                 |
| 4        | Amatori Milano | 1951-52, 1952-53, 1953-54, 1955-56                                                                          |
| 4        | Rugby Roma     | 1958-59, 1973-74, 1991-92, 1992-93                                                                          |
| 3        | Parma          | 1954-55, 1961-62, 1966-67                                                                                   |
| 2        | CF Torino      | 1936-37, 1939-40                                                                                            |
| 2        | Capitolina     | 2002-03, 2007-08                                                                                            |
| 2        | Colorno        | 2021-22, 2022-23                                                                                            |
| 1        | CF Roma        | 1935-36 |
| 1        | CF Milano      | 1937-38 |
| 1        | CF Rovigo      | 1938-39 |
| 1        | CF L'Aquila    | 1941-42 |
| 1        | CF Parma       | 1942-43 |
| 1        | Stella Azzurra | 1947-48 |
| 1        | Rugby Milano   | 1948-49 |
| 1        | A.S. Roma      | 1956-57 |
| 1        | San Donà       | 1987-88 |
| 1        | Calvisano      | 2004-05 |
| 1        | Benevento      | 2006-07 |
| 1        | Crociati       | 2010-11 |
| 1        | Amatori Parma  | 2011-12 |
| 1        | Viadana        | 2012-13 |
| 1        | Mogliano       | 2014-15 |
| 1        | Valsugana      | 2017-18 |